# Conceição (kommun)
Conceição är en kommun i Brasilien.   Den ligger i delstaten Paraíba, i den östra delen av landet, 1 400 km nordost om huvudstaden Brasília. Antalet invånare är 18 366.
Omgivningarna runt Conceição är huvudsakligen savann. Runt Conceição är det ganska glesbefolkat, med 32 invånare per kvadratkilometer.